# Rhoshii Wells
Rhoshii Wells (n. 30 decembrie 1976, Austin, Texas, SUA – d. 11 august 2008, Las Vegas, Nevada, SUA) a fost un boxer ce a reprezentat Statele Unite ale Americii, medaliat olimpic. A participat la o ediție a Jocurilor Olimpice (1996) în care a câștigat o medalie de bronz.

## Participări
Lista de mai jos prezintă principalele competiții la care a participat Rhoshii Wells de-a lungul carierei.
- boxing at the 1996 Summer Olympics – middleweight[*]